# 동대문 디자인 플라자
동대문 디자인 플라자(Dongdaemun Design Plaza, DDP)는 대한민국 서울특별시 중구에 위치한 복합 문화 공간이다. 이라크 태생의 영국의 건축가 자하 하디드와 삼우종합건축사사무소가 디자인하였다.

## 상세 설명
2007년 12월 19일 옛 동대문운동장이 철거되었고, 2009년 4월 29일 착공(공사는 삼성건설 또는 삼성물산 건설부문이 했다.) 해 2014년 3월 22일 개관하였다. 개관 이후 2015년 2월까지 1년동안 824만 명이 DDP를 방문하였으며 개관 전 유치목표 550만 명을 뛰어넘는 실적을 올렸다. 재정 측면에서 213억 원 지출에 223억 원 수입으로 개관 첫 해 균형수지를 기록했다. 2016년 3월 보도에서 2015년 한 해 하루 2만 명, 연간 700만 명을 동원하여 자체 목표였던 550만 명을 달성했다고 보도했다.

## 외관 및 시설
DDP는 외관상 유선형의 비정형적 형태를 띠고 있다. 설계를 맡은 자하 하디드는 이런 형태로 디자인을 정한 이유를 "서울 성곽을 둘러싸는 건축적 풍경을 표현하고 싶었다."라고 밝혔다. 은색 알루미늄 외장패널 45,133장을 바깥에 붙였다.
크게 5개의 시설과 15개 공간으로 구분되어 있다. 시설과 공간 세부사항은 아래와 같다.
- 알림터: 알림 1관, 알림 2관, 국제회의장
- 배움터: 디자인박물관, 디자인전시관, 디자인둘레길, 박물관 카페
- 살림터: 살림 1관, 살림 2관, 잔디사랑방, 디자인나눔관
- 디자인장터: 문화콘텐츠, 체험, 숍인숍이 결합된 복합편집형 매장
- 어울림광장: 방문객 편의제공 및 주변상권 활성화를 목적으로 함.
- 동대문역사문화공원: 디자인갤러리, 운동장기념관, 동대문역사관 등

## 평가
뉴욕타임즈는 2015년 1월 DDP를 '꼭 가봐야 할 세계 명소 52곳' 중 하나로 선정했다. 2000년대 이후 침체되어 있던 동대문 일대의 상권을 되살렸다는 평가를 받았다. DDP 담당자는 1주년 언론보도에서 "5000억 원짜리 목적없는 공공건축이라는 비판을 받았으나 개관 후 주변 상권 매출이 15~25 퍼센트 증가했다."라고 밝혔다. 2년차 보도에서는 '동대문 지역을 대표하는 관광명소로 자리잡았다.'라고 평가받았으며 지역 유동인구가 개관 전에 비해 10% 증가했고 주변에 숙박업소 및 식당이 크게 늘어났으며 건축지 인근의 낙후한 이미지를 고급화했다는 평가가 나왔다.

## 비판
개관 전 디자인이 주변과 어울리지 않으며 막대한 운영비로 서울특별시의 애물단지가 되는 것이 아니냐는 비판이 있었다. 자하 하디드의 디자인이 인근 동대문으로 대표되는 한국적 풍경과 어울리지 않으며, 디자인을 유지하느라 예산이 당초 추정치의 두 배인 4800억 원으로 나왔고, 해당 사업에 대해 인근 주민의 의견수렴 과정을 제대로 거치지 않았다는 비판이 있었다. 개관 직전 언론사의 취재 결과 동대문시장 상인들은 DDP 조성이 지역상권 활성화로 이어지는 것에 대해 부정적인 반응을 보였다. 동대문시장 등 주변 지역과 DDP가 조화를 이루지 못하고 있다는 지적이 나왔다.

## 사진첩

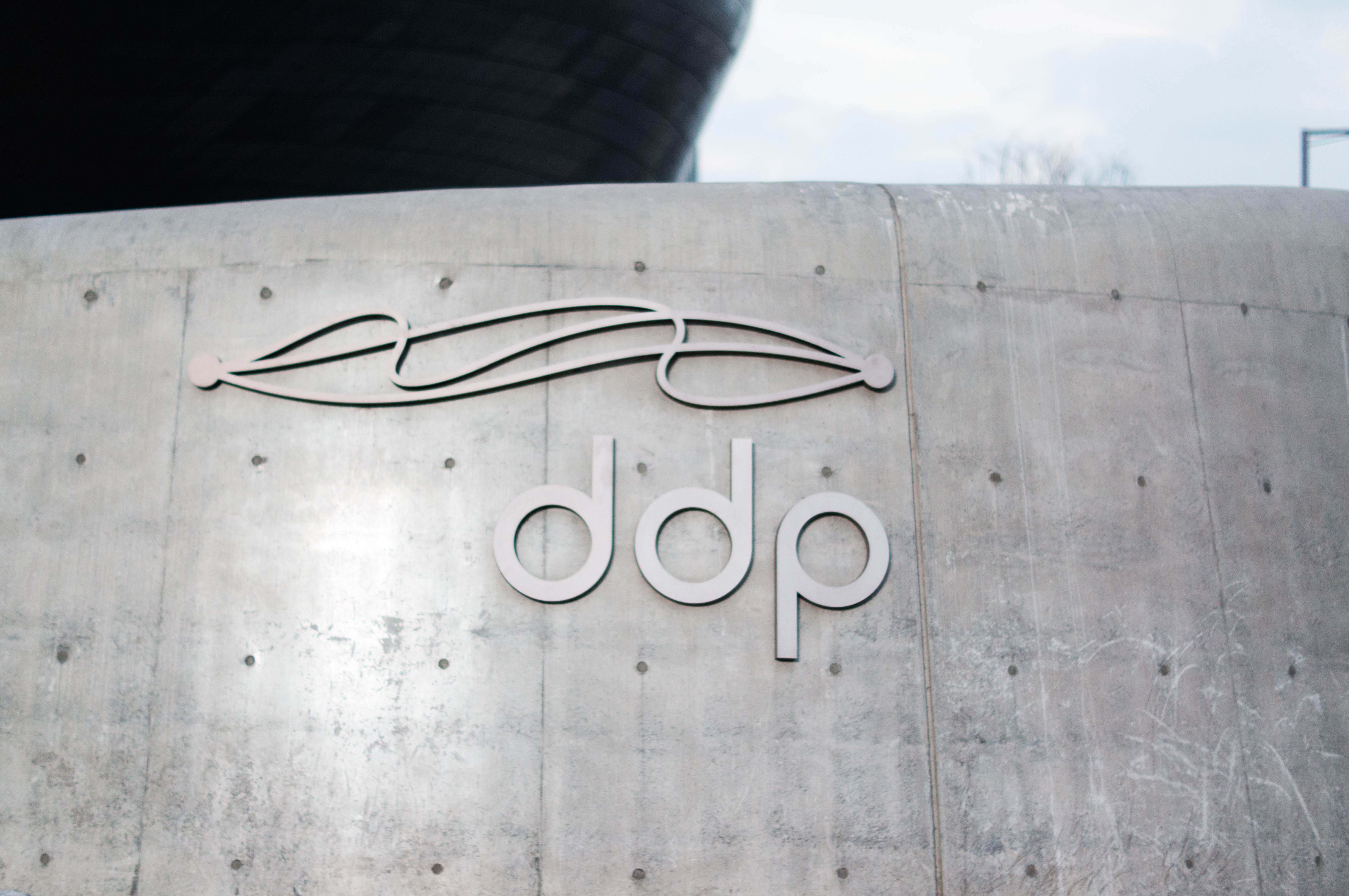
DDP 로고
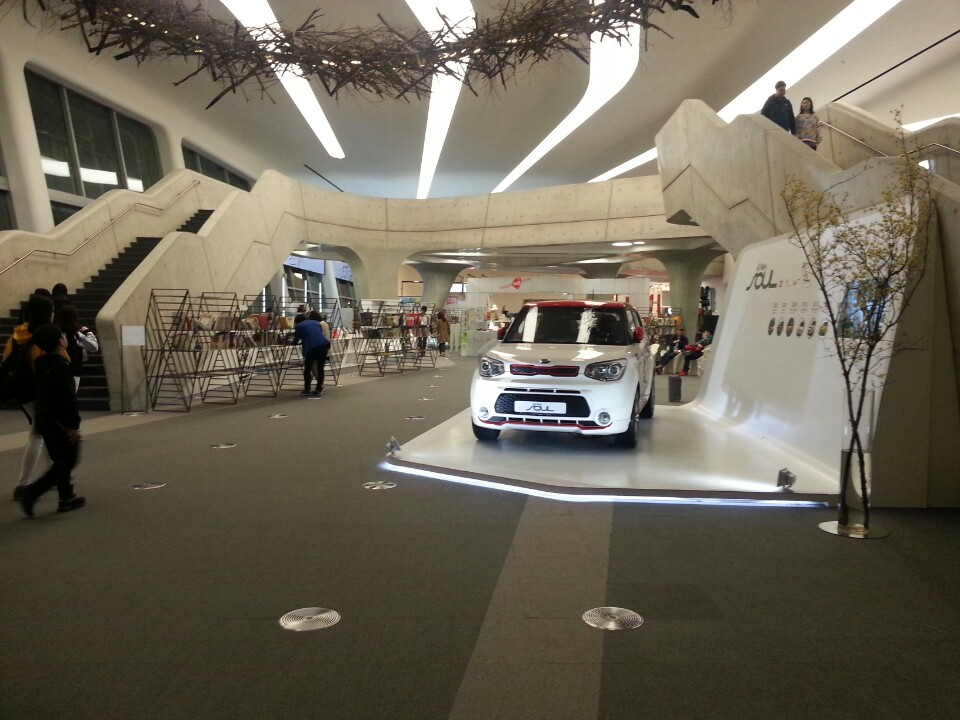
살림관과 기아 쏘울 전시장

## 기타 용도
오버워치 리그 태평양 컨퍼런스 동부지구 소속팀인 서울 다이너스티가 2020 시즌부터 홈 구장으로 사용하고있다.